# تفسیر غریب القرآن
تفسیر غریب القرآن کتابی از زید بن علی بن الحسین است.

## تصحیح
تصحیح این کتاب در سال ۱۳۷۲ منتشر و در مراسم کتاب سال جمهوری اسلامی ایران به‌عنوان کتاب شایسته تقدیر معرفی شد.